# Élections sénatoriales de 1882 dans la Somme
Les élections sénatoriales dans la Somme ont eu lieu le dimanche 8 janvier 1882. Elles ont eu pour but d'élire les trois sénateurs représentant le département au Sénat pour un mandat de neuf années.

## Contexte départemental

### Sénateurs sortants
|  | Identité                           | Étiquette   | Groupe        | Élu depuis |
|  | ---------------------------------- | ----------- | ------------- | ---------- |
|  | Albert Dauphin                     | Libéral     | Centre gauche | 1876       |
|  | Marie-Joseph Vaysse de Rainneville | Monarchiste | Droite        | 1876       |
|  | Charles de Dompierre d'Hornoy      | Monarchiste | Droite        | 1876       |

## Présentation des candidats

### Républicains
| N° | Candidats | Candidats      | Parti   | Principales fonctions                                      |
| -- | --------- | -------------- | ------- | ---------------------------------------------------------- |
| 01 |           | Albert Dauphin | Libéral | Sénateur sortant, Président du conseil général de la Somme |
| 02 |           | Henri Labitte  | Libéral | Député, conseiller général d'Abbeville-Sud                 |
| 03 |           | Victor Magniez | Libéral | Député, conseiller général de Combles, maire d'Ytres       |

### Monarchistes
| N° | Candidats | Candidats                          | Parti       | Principales fonctions                                  |
| -- | --------- | ---------------------------------- | ----------- | ------------------------------------------------------ |
| 01 |           | Marie-Joseph Vaysse de Rainneville | Monarchiste | Sénateur sortant, conseiller général de Villers-Bocage |
| 02 |           | Charles de Dompierre d'Hornoy      | Monarchiste | Sénateur sortant                                       |
| 03 |           | Charles Saint                      | Monarchiste |                                                        |

## Résultats
|            | Albert Dauphin*                     | Libéral     | 609 | 65,98  |  |  |  |  |
|            | Henri Labitte                       | Libéral     | 604 | 65,44  |  |  |  |  |
|            | Victor Magniez                      | Libéral     | 557 | 60,35  |  |  |  |  |
|            | Charles de Dompierre d'Hornoy*      | Monarchiste | 317 | 34,34  |  |  |  |  |
|            | Marie-Joseph Vaysse de Rainneville* | Monarchiste | 315 | 34,13  |  |  |  |  |
|            | Charles Saint                       | Monarchiste | 256 | 27,74  |  |  |  |  |
|            |                                     |             |     |        |  |  |  |  |
| Inscrits   | Inscrits                            | Inscrits    | 936 | 100,00 |  |  |  |  |
| Abstention | Abstention                          | Abstention  | 13  | 1,39   |  |  |  |  |
| Votants    | Votants                             | Votants     | 923 | 98,61  |  |  |  |  |

## Sénateurs élus
|  | Identité       | Étiquette | Groupe        | Élu depuis |
|  | -------------- | --------- | ------------- | ---------- |
|  | Albert Dauphin | Libéral   | Centre gauche | 1876       |
|  | Henri Labitte  | Libéral   | Centre gauche | 1882       |
|  | Victor Magniez | Libéral   | Centre gauche | 1882       |